# Блу-Ай (Міссурі)
Блу-Ай (англ. Blue Eye) — селище (англ. village) в США, в окрузі Стоун штату Міссурі. Населення — 289 осіб (2020).

## Географія
Блу-Ай розташований за координатами 36°31′10″ пн. ш. 93°22′43″ зх. д. / 36.51944° пн. ш. 93.37861° зх. д. (36.519338, -93.378730).  За даними Бюро перепису населення США в 2010 році селище мало площу 3,04 км², з яких 3,04 км² — суходіл та 0,00 км² — водойми.

## Демографія
Згідно з переписом 2010 року, у місті мешкало 167 осіб у 75 домогосподарствах у складі 48 родин. Густота населення становила 55 осіб/км².  Було 205 помешкань (67/км²).
Расовий склад населення:
| - 97,0 % — білих - 0,6 % — корінних американців |

До двох чи більше рас належало 2,4 %. Частка іспаномовних становила 1,8 % від усіх жителів.
За віковим діапазоном населення розподілялося таким чином: 19,8 % — особи молодші 18 років, 58,6 % — особи у віці 18—64 років, 21,6 % — особи у віці 65 років та старші. Медіана віку мешканця становила 44,3 року. На 100 осіб жіночої статі у місті припадало 87,6 чоловіків;  на 100 жінок у віці від 18 років та старших — 83,6 чоловіків також старших 18 років.
Середній дохід на одне домашнє господарство  становив 47 792 долари США (медіана — 30 250), а середній дохід на одну сім'ю — 40 597 доларів (медіана — 33 214). За межею бідності перебувало 16,8 % осіб, у тому числі 23,5 % дітей у віці до 18 років та 4,3 % осіб у віці 65 років та старших.
Цивільне працевлаштоване населення становило 129 осіб. Основні галузі зайнятості: виробництво — 16,3 %, роздрібна торгівля — 12,4 %, мистецтво, розваги та відпочинок — 12,4 %.